# Psychofagist (album)
Psychofagist è un album studio dell'omonimo gruppo musicale italiano, pubblicato nel 2004.

## Tracce
1. Non.Rational.Algebra – 1:10
2. High Minded Martyrs – 2:12
3. Io ti dono la pace – 1:44
4. Emo - Clasis – 2:38
5. La ballata della repulsione – 2:06
6. Come cieco – 2:21
7. Unstable? – 0:54
8. Tema: Delirio – 2:21
9. 21st Century Schizoid God – 1:51
10. Traces of Ephemeral Steadiness – 3:52
11. Al tramonto dell'io – 4:07
12. Strage – 2:12

## Formazione
- Ste - chitarra
- Cello - basso, voce
- Fiamma - batteria